# أدريان ماجستروفيتش
أدريان ماجستروفيتش (بالإنجليزية: Adrian Majstrovich)‏ مواليد 9 فبراير 1980، هو لاعب كرة سلة أسترالي. بدأ مسيرته الاحترافية في سنة 1998. يحمل الرقم 13.

## المسيرة الاحترافية
لعب مع برث وايلدكاتز في الدوري الأسترالي من سنة 1998 إلى 2000، ثم لعب مع بريزبن بولتز في موسم 2000–2001، ثم لعب مع برث وايلدكاتز في الدوري الأسترالي في موسم 2004–2005، ثم لعب مع نيو زيلاند بريكرز في موسم 2005–2006.